# Foscoe, North Carolina
Foscoe, North Carolina (енгл. Foscoe) насељено је место без административног статуса у америчкој савезној држави Северна Каролина.

## Демографија
По попису из 2010. године број становника је 1.370.
| Група             | 2000.    | 2010.         |
| Белци             | 0 (0,0%) | 1.260 (92,0%) |
| Афроамериканци    | 0 (0,0%) | 4 (0,3%)      |
| Азијати           | 0 (0,0%) | 4 (0,3%)      |
| Хиспаноамериканци | 0 (0,0%) | 81 (5,9%)     |
| Укупно            | 0        | 1.370         |